# UEFA Champions League 2006/07 (1/8 finale) Internazionale - CF Valencia
Deze pagina is een subpagina van het artikel UEFA Champions League 2006/07. Hierin wordt de wedstrijd in de 1/8 finale tussen Internazionale en Valencia CF gespeeld op 21 februari nader uitgelicht.

## Wedstrijdgegevens
| Datum                | 21 februari 2007                      | 21 februari 2007                      |
| Stadion              | Stadio Giuseppe Meazza, Milaan        | Stadio Giuseppe Meazza, Milaan        |
| Toeschouwers         | 35.000                                | 35.000                                |
| Scheidsrechter       | Martin Hansson SWE                    | Martin Hansson SWE                    |
| Assistenten          | Fredrik Nilsson SWE Henrik Andren SWE | Fredrik Nilsson SWE Henrik Andren SWE |
| Vierde man           | Martin Ingvarsson SWE                 | Martin Ingvarsson SWE                 |
| Man van de wedstrijd | David Villa (Valencia CF)             | David Villa (Valencia CF)             |
|                      | Internazionale                        | Valencia CF                           |
| Doelpunten           | 2                                     | 2                                     |
| Gele kaarten         | 2                                     | 2                                     |
| Rode kaarten         | 0                                     | 0                                     |
| Wissels              | 3                                     | 3                                     |
| Schoten op doel      | 10                                    | 8                                     |
| Schoten naast doel   | 8                                     | 2                                     |
| Overtredingen        | 16                                    | 10                                    |
| Hoekschoppen         | 2                                     | 3                                     |
| Buitenspel           | 5                                     | 1                                     |
| Strafschoppen        | 0                                     | 0                                     |
| Balbezit (tijd)      | 28 min                                | 30 min                                |
| Balbezit (%)         | 48%                                   | 52%                                   |

| Internazionale | 2-2            | Valencia CF |
| 29' Esteban Cambiasso 76' Maicon | goals (assist) | 64' David Villa 86' David Silva |
| Roberto Mancini | coach          | Quique Sánchez Flores |
| Júlio César Iván Córdoba Javier Zanetti Dejan Stanković Luís Figo ( 89') Zlatan Ibrahimović Maicon Nicolás Burdisso Hernán Crespo ( 68') Esteban Cambiasso ( 31') Marco Materazzi | Opstellingen   | Santiago Cañizares Luis Miguel Roberto Ayala Carlos Marchena David Albelda David Villa Fernando Morientes ( 76') Miguel Ángel Angulo ( 83') Raúl Albiol David Silva ( 90+') Emiliano Moretti |
| Olivier Dacourt ( 31') Julio Cruz ( 68') Santiago Solari ( 89') | Wissels        | Hugo Viana ( 58') Joaquín Sánchez ( 76') Jorge López ( 90+') |
| 85' Nicolás Burdisso 89' Javier Zanetti | gele kaarten   | 28' David Albelda 41' Carlos Marchena |
| | rode kaarten   | |